# Suomi-Filmis soldatsketch 2: Sjungande skyddsvakter
Suomi-Filmis soldatsketch 2: Sjungande skyddsvakter (finska: Suomi-Filmin sotilaspila 2: Laulava talonryhmä) är en finländsk propagandafilm från 1940, skriven av Tatu Pekkarinen och Matti Jurva och producerad av Suomi-Filmi. Kortfilmen är den andra i raden av fyra propagandafilmer Suomi-Filmi producerade under andra världskriget.

## Medverkande[1]
- Matti Jurva
- Hannes Veivo
- Lauri Kyöstilä
- Harry Bergström
- Maija-Liisa Lehtinen
- Kosti Aaltonen